# Лука (Коломыйский район)
Лука́ (укр. Лука) — село в Городенковской городской общине Коломыйского района Ивано-Франковской области Украины.
Население по переписи 2001 года составляло 849 человек. Занимает площадь 26,928 км². Почтовый индекс — 78117. Телефонный код — 03430.